# Монахиня (фильм, 2013)
«Монахиня» (фр. La religieuse) — фильм французского режиссёра Гийома Никлу, снятый в 2013 года по одноимённому произведению Дени Дидро. Номинант на премию «Золотой медведь» 63-го берлинского кинофестиваля.

## Сюжет
1757 год. Юная Сюзанна Симонен вопреки своей воле помещается родителями в монастырь. Чтобы заставить девушку смириться со своей участью, мать сообщает ей, что Сюзанна — внебрачный ребёнок, и теперь её жизнь должна преследовать цель искупить грех мадам Симонен. Девушку помещают в аббатство Лоншан. Настоятельница мадам де Мони с человеческим участием относится к новой насельнице, однако всё меняется после смерти старой аббатисы.

## В ролях
- Полин Этьен — Сюзанна Симонен
- Франсуаза Лебрюн — мадам де Мони
- Изабель Юппер — настоятельница монастыря Сент-Ютроп
- Луиза Бургуэн — сестра Кристина
- Элис де Ланкесэ — сестра Урсула
- Франсуа Негре — мэтр Манури
- Жиль Коэн — отец Сюзанны
- Лу Кастель — барон де Лассон
- Марк Барбе — отец Кастелля
- Мартина Гедек — мать Сюзанны
- Фабрицио Ронджионе — отец Морант
- Пьер Нисс — маркиз де Круасмар
- Алексия Депикер — сестра Камилла
- Элоиза Догустан — сестроа Полина
- Жан-Ив Дюпюи — Селестин

## Награды
- 2013 год 63-й Берлинский международный кинофестиваль — номинация на премию «Золотой медведь».
- 2014 год премия «Сезар» — номинация в категории «самая многообещающая актриса» (Полин Этьен).
- 2014 год премия «Люмьер» — номинация в категории «самая многообещающая юная актриса» (Полин Этьен).